# Phaeochroops lansbergei
Phaeochroops lansbergei is een keversoort uit de familie Hybosoridae. De wetenschappelijke naam van de soort is voor het eerst geldig gepubliceerd in 1876 door Candèze.